# Aspidium linkii
Aspidium linkii là một loài dương xỉ trong họ Tectariaceae. Loài này được A.Braun mô tả khoa học đầu tiên năm 1856.
Danh pháp khoa học của loài này chưa được làm sáng tỏ. 